# Diane Pilcher
Diane Pilcher (* vor 1982 in Kalifornien) ist eine US-amerikanische Opernsängerin (Mezzosopran).

## Leben
Nach einem mit Auszeichnung abgeschlossenen Gesangsstudium an der California State University in Fullerton arbeitete Pilcher als Stimmbildnerin am Crystal Cathedral Performing Arts Center im kalifornischen Garden Grove und trat daneben als Solistin in Konzerten in Chicago, Las Vegas, Los Angeles, San Diego und Hamburg auf. Seit 1982 lebt sie in Deutschland.
Pilcher sang an der Komischen Oper und der Deutschen Oper Berlin, am Staatstheater Saarbrücken, den Wuppertaler Bühnen, am Nationaltheater Mannheim, an der Staatsoper Stuttgart, am Hessischen Staatstheater Wiesbaden, an der Oper Frankfurt, am Opernhaus Zürich, am Théâtre de la Monnaie in Brüssel, am Opernhaus Graz und am Opernhaus Oslo Partien der Mrs. Quickly in Verdis „Falstaff“, der Zita in Puccinis „Gianni Schicchi“, der Herodias in Richard Strauss’ „Salome“ und der Gräfin in Tschaikowskis „Pique Dame“. Ihr Debüt bei den Salzburger Festspielen im Sommer 2005 als Annina in „La traviata“ gab sie an der Seite von Anna Netrebko und Rolando Villazón.